# Campeonato Sergipano de Futebol de 2010
O Campeonato Sergipano de Futebol de 2010 foi a 87º edição da divisão principal do campeonato estadual de Sergipe. A competição ocorreu entre 15 de janeiro e 9 de maio de 2010, reunindo dez clubes.
O River Plate-SE conquistou o título por antecipação em 6 de maio ao vencer o Confiança por 1 a 0 pela quinta rodada do quadrangular. Com esta vitória, o clube de Carmópolis garantiu o título do quadrangular por antecipação e, como já havia conquistado a primeira fase, sagrou-se campeão sergipano sem a necessidade da final. Foi o primeiro título da Série-A1 do estadual do River Plate, que garantiu assim vaga no Campeonato Brasileiro da Série D de 2010 e na Copa do Brasil 2011, as primeiras participações em competições nacionais da história do clube.

## Formato
Na primeira fase, as dez equipes jogaram em turno e returno, todos contra todos. Na fase seguinte, as quatro melhores disputaram um quadrangular, também em jogos de ida e volta. O vencedor deste quadrangular disputaria, em duas partidas, a final do campeonato com a equipe melhor classificada na primeira fase. Como o River Plate-SE venceu a primeira fase e o quadrangular final, foi considerado automaticamente campeão. Se houvesse empate (segundo os critérios de desempate) na fase final, a equipe vencedora da primeira fase teria sido a campeã do campeonato.
Conforme estabelecido no regulamento, as duas equipes que terminaram no penúltimo e último lugares na classificação da primeira fase, foram rebaixadas para a série A2 de 2011.

### Critérios de desempate
Os critério de desempate foram aplicados na seguinte ordem:
1. Maior número de vitórias
2. Maior saldo de gols
3. Maior número de gols pró (marcados)
4. Maior número de gols contra (sofridos)
5. Confronto direto
6. Sorteio

## Equipes participantes
| - América Futebol Clube (Propriá) - Associação Desportiva Confiança (Aracaju) - Associação Atlética Guarany (Porto da Folha) - Associação Olímpica de Itabaiana (Itabaiana) - Olímpico Esporte Clube (Itabaianinha) | - Riachuelo Futebol Clube[i] (Riachuelo) - Sociedade Esportiva River Plate[i] (Carmópolis) - São Domingos Futebol Clube (São Domingos) - Club Sportivo Sergipe (Aracaju) - Sete de Junho Esporte Clube (Tobias Barreto) |

i. ^ Promovidos da série A2 de 2009.

## Estádios
Devido a obras de reforma em seus estádios, o Itabaiana mandou todos as suas partidas no Batistão, enquanto que o Olímpico, até a 12º rodada, jogou no estádio Brejeirão, em Tobias Barreto. Além do Itabaiana, e dos próprios clubes da capital, Confiança e Sergipe, o Batistão também recebeu as partidas de mando de campo do River Plate-SE de Carmópolis.
| Estádio                 | Cidade         | Capacidade |
| ----------------------- | -------------- | ---------- |
| Estádio Arnaldo Pereira | São Domingos   | 2 000      |
| Estádio Batistão        | Aracaju        | 14 000     |
| Estádio Brejeirão       | Tobias Barreto | 3 000      |
| Estádio Caio Feitosa    | Porto da Folha | 3 000      |
| Estádio Durval Feitosa  | Propriá        | 2 000      |
| Estádio Francisco Leite | Riachuelo      | 2 000      |
| Estádio Souzão          | Itabaianinha   | 2 000      |

## Televisão
Em dezembro de 2009, a TV Atalaia firmou parceria com a Federação Sergipana de Futebol para a transmissão de partidas da competição, além de também garantir para si o direito de exibição das duas edições seguintes, em 2011 e 2012.

## Primeira fase

### Classificação
| Pos. | Equipe             | Pts | J  | V  | E | D  | GP | GC | SG  |
| ---- | ------------------ | --- | -- | -- | - | -- | -- | -- | --- |
| 1    | River Plate-SE     | 33  | 18 | 10 | 3 | 5  | 26 | 16 | +10 |
| 2    | Itabaiana          | 30  | 18 | 9  | 3 | 6  | 27 | 18 | +9  |
| 3    | Confiança          | 29  | 18 | 8  | 5 | 5  | 34 | 26 | +8  |
| 4    | Olímpico           | 29  | 18 | 8  | 5 | 5  | 29 | 22 | +7  |
| 5    | América de Propriá | 28  | 18 | 8  | 4 | 6  | 28 | 27 | +1  |
| 6    | São Domingos       | 25  | 18 | 7  | 4 | 7  | 25 | 23 | +2  |
| 7    | Guarany-SE         | 20  | 18 | 4  | 8 | 6  | 21 | 28 | -7  |
| 8    | Sergipe[a]         | 19  | 18 | 5  | 7 | 6  | 25 | 28 | -3  |
| 9    | Sete de Junho      | 17  | 18 | 4  | 5 | 9  | 21 | 31 | -10 |
| 10   | Riachuelo[b]       | 6   | 18 | 2  | 6 | 10 | 11 | 28 | -17 |

a. ^ Punido pelo Tribunal de Justiça Desportiva/SE com a perda de três pontos por escalar jogador irregular.
b. ^ Punido pelo Tribunal de Justiça Desportiva/SE duas vezes com a perda de três pontos, totalizando 6 pontos, por escalar jogadores irregulares.

## Turno
Primeira rodada
| 15 de janeiro | Itabaiana   | 1 – 2  | Olímpico             | Estádio Batistão, Aracaju          |
| 20:30         | Glauber 90' | Súmula | Fio 14' · Capela 70' | Árbitro: SE Frederico Alves Durães |

| 16 de janeiro | River Plate-SE                  | 3 – 4  | Confiança                                         | Estádio Batistão, Aracaju         |
| 16:00         | Bibi 2', 55' · Fábio Júnior 84' | Súmula | Saci 25' · Nilson Sergipano 45' · Michel 63', 81' | Árbitro: SE Rogério Lima da Rocha |

| 17 de janeiro | Riachuelo | 1 – 1  | Sete de Junho | Estádio Francisco Leite, Riachuelo |
| 15:15         | Mano 46'  | Súmula | Vagner 45'    | Árbitro: SE José Humberto Maroto   |

| 17 de janeiro | América de Propriá          | 3 – 3  | São Domingos                | Estádio Durval Feitosa, Propriá |
| 15:15         | Théo 50', 56' · Eliomar 70' | Súmula | Jajá 66', 71' · Rivan 90+3' | Árbitro: SE Cláudio Francisco   |

| 17 de janeiro | Sergipe | 0 – 1  | Guarany-SE   | Estádio Batistão, Aracaju         |
| 16:00         |         | Súmula | Naldinho 32' | Árbitro: SE Mário Sérgio Bancilon |

Segunda rodada
| 27 de janeiro | São Domingos | 0 – 0  | Itabaiana | Estádio Arnaldo Pereira, São Domingos    |
| 15:15         |              | Súmula |           | Árbitro: SE Claudionor dos Santos Júnior |

| 27 de janeiro | Guarany-SE | 0 – 1  | Riachuelo      | Estádio Caio Feitosa, Porto da Folha |
| 15:15         |            | Súmula | André Veiga 5' | Árbitro: SE Frederico Alves Durães   |

| 27 de janeiro | Sete de Junho          | 2 – 2  | River Plate-SE                       | Estádio Brejeirão, Tobias Barreto |
| 15:15         | Vagner 34' · Ramon 84' | Súmula | Almir Sergipe 73' · Fábio Júnior 82' | Árbitro: SE Mário Sérgio Bancilon |

| 27 de janeiro | Confiança             | 2 – 0  | América de Propriá | Estádio Batistão, Aracaju             |
| 21:00         | Saci 50' · Michel 56' | Súmula |                    | Árbitro: SE Maurício Tavares de Moura |

| 28 de janeiro | Olímpico     | 2 – 2  | Sergipe                            | Estádio Brejeirão, Tobias Barreto |
| 15:15         | Fio 30', 39' | Súmula | Fabinho Cambalhota 69' · Elton 80' | Árbitro: SE Rogério Lima da Rocha |

Terceira rodada
| 30 de janeiro | São Domingos | 1 – 2  | Confiança                           | Estádio Arnaldo Pereira, São Domingos |
| 15:15         | Kemps 89'    | Súmula | Cleber 34' · Cristiano Alagoano 54' | Árbitro: SE Antônio Hora Filho        |

| 30 de janeiro | Itabaiana              | 2 – 1  | Guarany-SE   | Estádio Batistão, Aracaju              |
| 20:30         | Tião 1' · Pedrinho 71' | Súmula | Naldinho 58' | Árbitro: SE Wicleanche Vieira de Souza |

| 31 de janeiro | América de Propriá | 0 – 2  | Olímpico              | Estádio Durval Feitosa, Propriá           |
| 15:15         |                    | Súmula | Capela 5' · Binho 45' | Árbitro: SE José Umberto de Farias Júnior |

| 31 de janeiro | Riachuelo | 0 – 0  | River Plate-SE | Estádio Francisco Leite, Riachuelo |
| 15:15         |           | Súmula |                | Árbitro: SE Cláudio Francisco      |

| 31 de janeiro | Sergipe    | 1 – 0  | Sete de Junho | Estádio Batistão, Aracaju                |
| 16:00         | Cloves 62' | Súmula |               | Árbitro: SE Claudionor dos Santos Júnior |

Quarta rodada
| 3 de fevereiro | Sete de Junho | 0 – 0  | Itabaiana | Estádio Brejeirão, Tobias Barreto |
| 15:15          |               | Súmula |           | Árbitro: SE Cláudio Francisco     |

| 6 de fevereiro | River Plate-SE                        | 3 – 1  | Sergipe       | Estádio Batistão, Aracaju      |
| 20:00          | Wagner Martins 19' · Adelino 30', 36' | Súmula | Osvaldo 90+1' | Árbitro: SE Antônio Hora Filho |

| 7 de fevereiro | Guarany-SE | 0 – 2  | América de Propriá        | Estádio Caio Feitosa, Porto da Folha |
| 15:15          |            | Súmula | Jorginho 24' · Júnior 51' | Árbitro: SE José Humberto Maroto     |

| 7 de fevereiro | Olímpico           | 2 – 0  | São Domingos | Estádio Brejeirão, Tobias Barreto          |
| 15:15          | Binho 2' · Fio 30' | Súmula |              | Árbitro: SE Ivo Alexandre de Morais Santos |

| 7 de fevereiro | Confiança                                  | 3 – 1  | Riachuelo    | Estádio Batistão, Aracaju         |
| 16:00          | Edson Sá 36', 76' · Cristiano Alagoano 59' | Súmula | Marcinho 57' | Árbitro: SE Mário Sérgio Bancilon |

Quinta rodada
| 3 de fevereiro | Riachuelo | 0 – 2  | São Domingos       | Estádio Francisco Leite, Riachuelo   |
| 15:15          |           | Súmula | Ivan 16' · Fio 81' | Árbitro: SE Ricardo Rogério da Silva |

| 3 de fevereiro | River Plate-SE               | 2 – 0  | Olímpico | Estádio Batistão, Aracaju                |
| 21:00          | Bibi 30' · Almir Sergipe 56' | Súmula |          | Árbitro: SE Claudionor dos Santos Júnior |

| 10 de fevereiro | Sete de Junho                    | 2 – 2  | Guarany-SE                      | Estádio Brejeirão, Tobias Barreto     |
| 15:15           | Marcos Chaves 1' · Eduardo 90+3' | Súmula | Barrocão 81' · André Vieira 86' | Árbitro: SE Maurício Tavares de Moura |

| 10 de fevereiro | Itabaiana                       | 2 – 1  | Confiança | Estádio Batistão, Aracaju         |
| 19:00           | Fabinho Recife 31' · Madson 55' | Súmula | Bira 82'  | Árbitro: SE Rogério Lima da Rocha |

| 25 de fevereiro | Sergipe                                       | 5 – 4  | América de Propriá                                      | Estádio Batistão, Aracaju          |
| 20:30           | Cloves 33', 71' · Hugo Henrique 34', 54', 83' | Súmula | Alan Dinamite 20' · André Saúde 49', 85' · Jorginho 60' | Árbitro: SE Frederico Alves Durães |

Sexta rodada
| 13 de fevereiro | Guarany-SE | 1 – 0  | River Plate-SE | Estádio Caio Feitosa, Porto da Folha |
| 15:15           | Marcel 89' | Súmula |                | Árbitro: SE Eduardo de Santana Nunes |

| 13 de fevereiro | Olímpico                        | 3 – 2  | Riachuelo                       | Estádio Brejeirão, Tobias Barreto |
| 15:15           | Binho 7' · Munrar 24' · Fio 83' | Súmula | Marcinho 35' · Orlando Buiú 50' | Árbitro: SE Jonaldo Alves Simões  |

| 13 de fevereiro | São Domingos | 1 – 1  | Sergipe    | Estádio Arnaldo Pereira, São Domingos  |
| 15:15           | Alex 21'     | Súmula | Jesiel 74' | Árbitro: SE Wicleanche Vieira de Souza |

| 13 de fevereiro | América de Propriá     | 2 – 1  | Itabaiana  | Estádio Durval Feitosa, Propriá  |
| 15:15           | Théo 6' · Anderson 76' | Súmula | Márcio 66' | Árbitro: SE José Humberto Maroto |

| 13 de fevereiro | Confiança                | 2 – 3  | Sete de Junho                | Estádio Batistão, Aracaju                  |
| 16:00           | Michel 10' · Tiago 90+3' | Súmula | Kleber 49', 60' · Vagner 70' | Árbitro: SE Ivo Alexandre de Morais Santos |

Sétima rodada
| 17 de fevereiro | Riachuelo                 | 2 – 0  | América de Propriá | Estádio Francisco Leite, Riachuelo    |
| 15:15           | Sibi 43' · Marcinho 61' · | Súmula |                    | Árbitro: SE Maurício Tavares de Moura |

| 17 de fevereiro | Sete de Junho | 0 – 2  | Olímpico                 | Estádio Brejeirão, Tobias Barreto    |
| 15:15           |               | Súmula | Binho 20' · Serginho 75' | Árbitro: SE Ricardo Rogério da Silva |

| 17 de fevereiro | Guarany-SE                  | 2 – 2  | Confiança                         | Estádio Caio Feitosa, Porto da Folha |
| 15:15           | Kiko 74' · André Vieira 76' | Súmula | Cristiano Alagoano 20' · Bira 71' | Árbitro: SE Frederico Alves Durães   |

| 17 de fevereiro | Sergipe | 0 – 2  | Itabaiana                       | Estádio Batistão, Aracaju                |
| 21:00           |         | Súmula | Carlison 58' · Lucas Dantas 86' | Árbitro: SE Claudionor dos Santos Júnior |

| 18 de fevereiro | River Plate       | 1 – 0  | São Domingos | Estádio Batistão, Aracaju                  |
| 20:30           | Almir Sergipe 13' | Súmula |              | Árbitro: SE Ivo Alexandre de Morais Santos |

Oitava rodada
| 20 de fevereiro | Olímpico | 0 – 1  | Guarany-SE | Estádio Brejeirão, Tobias Barreto         |
| 15:15           |          | Súmula | David 79'  | Árbitro: SE José Umberto de Farias Júnior |

| 20 de fevereiro | Itabaiana                                                        | 5 – 0  | Riachuelo | Estádio Batistão, Aracaju         |
| 19:00           | Tinho 12', 59', 82' · Fabinho Recife 26' · Paulinho Potiguar 88' | Súmula |           | Árbitro: SE Rogério Lima da Rocha |

| 20 de fevereiro | Confiança | 0 – 0  | Sergipe | Estádio Batistão, Aracaju      |
| 21:00           |           | Súmula |         | Árbitro: SE Antônio Hora Filho |

| 21 de fevereiro | América de Propriá | 1 – 0  | River Plate | Estádio Durval Feitosa, Propriá        |
| 15:15           | Gianfrancesco 42'  | Súmula |             | Árbitro: SE Wicleanche Vieira de Souza |

| 21 de fevereiro | São Domingos                        | 3 – 0  | Sete de Junho | Estádio Arnaldo Pereira, São Domingos |
| 15:15           | Jaeldson 76' · David 80' · Jajá 90' | Súmula |               | Árbitro: SE Maurício Tavares de Moura |

Nona rodada
| 27 de fevereiro | Olímpico                | 2 – 1  | Confiança  | Estádio Brejeirão, Tobias Barreto |
| 15:15           | Capela 37' · Shalon 72' | Súmula | Michel 89' | Árbitro: SE Rogério Lima da Rocha |

| 27 de fevereiro | River Plate-SE           | 2 – 1  | Itabaiana   | Estádio Batistão, Aracaju                  |
| 20:20           | Adelino 41' · Johnes 83' | Súmula | Neném 90+3' | Árbitro: SE Cláudio Francisco Lima e Silva |

| 28 de fevereiro | Sete de Junho | 0 – 2  | América de Propriá        | Estádio Brejeirão, Tobias Barreto |
| 15:15           |               | Súmula | Júnior 43' · Jorginho 90' | Árbitro: SE Jonaldo Alves Simões  |

| 28 de fevereiro | Sergipe    | 1 – 1  | Riachuelo    | Estádio Batistão, Aracaju                  |
| 16:00           | Cloves 43' | Súmula | Elielton 33' | Árbitro: SE Ivo Alexandre de Morais Santos |

| 10 de março | Guarany-SE                | 2 – 2  | São Domingos          | Estádio Caio Feitosa, Porto da Folha |
| 15:15       | Naldinho 79' · Marcel 90' | Súmula | Fio 41' · Nivaldo 77' | Árbitro: SE Ricardo Rogério da Silva |

Décima rodada
| 3 de março | Confiança | 0 – 1  | River Plate-SE | Estádio Batistão, Aracaju                |
| 20:30      |           | Súmula | Curinga 19'    | Árbitro: SE Claudionor dos Santos Júnior |

| 4 de março | Guarany-SE   | 1 – 1  | Sergipe           | Estádio Caio Feitosa, Porto da Folha |
| 15:15      | Naldinho 42' | Súmula | Hugo Henrique 16' | Árbitro: SE Rogério Lima da Rocha    |

| 4 de março | Sete de Junho    | 1 – 0  | Riachuelo | Estádio Brejeirão, Tobias Barreto    |
| 15:15      | Marcos Neves 56' | Súmula |           | Árbitro: SE Eduardo de Santana Nunes |

| 4 de março | São Domingos | 0 – 1  | América de Propriá | Estádio Arnaldo Pereira, São Domingos      |
| 15:15      |              | Súmula | Kemps 46' (g.c.)   | Árbitro: SE Mário Sérgio da Silva Bancilon |

| 10 de março | Olímpico | 0 – 1  | Itabaiana  | Estádio Brejeirão, Tobias Barreto          |
| 15:15       |          | Súmula | Márcio 60' | Árbitro: SE Ivo Alexandre de Morais Santos |

Décima primeira rodada
| 7 de março | América de Propriá | 1 – 1  | Confiança | Estádio Durval Feitosa, Propriá                    |
| 15:15      | Jorginho 37'       | Súmula | Ciro 24'  | Público: 768 Árbitro: SE Maurício Tavares de Moura |

| 7 de março | Riachuelo                   | 2 – 2  | Guarany-SE                 | Estádio Francisco Leite, Riachuelo            |
| 15:15      | Marcinho 18' · Elielton 22' | Súmula | Gil 37' · André Vieira 77' | Público: 105 Árbitro: SE Jonaldo Alves Simões |

| 7 de março | Itabaiana                         | 2 – 1  | São Domingos | Estádio Batistão, Aracaju                 |
| 15:30      | Madson 88' · Fabinho Recife 90+3' | Súmula | Paulinho 31' | Árbitro: SE José Humberto Ferreira Maroto |

| 7 de março | Sergipe                                  | 3 – 3  | Olímpico                   | Estádio Batistão, Aracaju                  |
| 17:30      | Fabinho Cambalhota 11' · Cloves 24', 41' | Súmula | Binho 7' · Capela 58', 64' | Árbitro: SE Mário Sérgio da Silva Bancilon |

| 8 de março | River Plate-SE | 1 – 0  | Sete de Junho | Estádio Batistão, Aracaju                         |
| 20:30      | Adelino 81'    | Súmula |               | Público: 159 Árbitro: SE Ricardo Rogério da Silva |

Décima segunda rodada
| 13 de março | Olímpico                | 2 – 2  | América de Propriá     | Estádio Brejeirão, Tobias Barreto        |
| 15:15       | Capela 19' · Shalon 82' | Súmula | Alan Dinamite 27', 57' | Árbitro: SE Claudionor dos Santos Júnior |

| 14 de março | Guarany-SE | 1 – 1  | Itabaiana   | Estádio Caio Feitosa, Porto da Folha      |
| 15:15       | Marcel 53' | Súmula | Toninho 76' | Árbitro: SE José Umberto de Farias Júnior |

| 14 de março | Sete de Junho                                            | 4 – 2  | Sergipe                             | Estádio Brejeirão, Tobias Barreto          |
| 15:15       | Kleber 10' · Marcos Chaves 45+1', 49' · Elton 58' (g.c.) | Súmula | Fabinho Cambalhota 72' · Thiago 90' | Árbitro: SE Ivo Alexandre de Morais Santos |

| 14 de março | River Plate-SE         | 2 – 0  | Riachuelo | Estádio Batistão, Aracaju          |
| 15:30       | Adelino 35' · Bibi 44' | Súmula |           | Árbitro: SE Frederico Alves Durães |

| 14 de março | Confiança                                       | 3 – 2  | São Domingos          | Estádio Batistão, Aracaju      |
| 17:30       | Cristiano Alagoano 23' · Ismaile 44' · Cafú 53' | Súmula | Lelê 6' · Nivaldo 86' | Árbitro: SE Antônio Hora Filho |

Décima terceira rodada
| 17 de março | Itabaiana   | 1 – 0  | Sete de Junho | Estádio Batistão, Aracaju      |
| 20:30       | Toninho 36' | Súmula |               | Árbitro: SE Antônio Hora Filho |

| 18 de março | Riachuelo | 0 – 0  | Confiança | Estádio Francisco Leite, Riachuelo         |
| 15:15       |           | Súmula |           | Árbitro: SE Mário Sérgio da Silva Bancilon |

| 18 de março | América de Propriá   | 2 – 2  | Guarany-SE                    | Estádio Durval Feitosa, Propriá        |
| 15:15       | André Saúde 69', 74' | Súmula | Marcel 26' · André Vieira 55' | Árbitro: SE Wicleanche Vieira de Souza |

| 18 de março | São Domingos | 1 – 0  | Olímpico | Estádio Arnaldo Pereira, São Domingos |
| 15:15       | Nivaldo 84'  | Súmula |          | Árbitro: SE Maurício Tavares de Moura |

| 18 de março | Sergipe                             | 2 – 0  | River Plate-SE | Estádio Batistão, Aracaju         |
| 20:30       | Thiago 69' · Fabinho Cambalhota 89' | Súmula |                | Árbitro: SE Rogério Lima da Rocha |

Décima quarta rodada
| 21 de março | América de Propriá | 0 – 2  | Sergipe                | Estádio Durval Feitosa, Propriá           |
| 15:15       |                    | Súmula | Hugo Henrique 13', 33' | Árbitro: SE José Umberto de Farias Júnior |

| 21 de março | São Domingos           | 2 – 1  | Riachuelo    | Estádio Arnaldo Pereira, São Domingos     |
| 15:15       | Nivaldo 25' · Lelê 54' | Súmula | Elielton 59' | Árbitro: SE José Humberto Ferreira Maroto |

| 21 de março | Olímpico     | 1 – 1  | River Plate-SE     | Estádio Souzão, Itabaianinha           |
| 15:15       | Cleriston 3' | Súmula | Wagner Martins 23' | Árbitro: SE Wicleanche Vieira de Souza |

| 21 de março | Guarany-SE   | 1 – 2  | Sete de Junho                      | Estádio Caio Feitosa, Porto da Folha  |
| 15:15       | Naldinho 12' | Súmula | Alex Bahia 82' · Marcos Chaves 88' | Árbitro: SE Maurício Tavares de Moura |

| 21 de março | Confiança              | 1 – 3  | Itabaiana                                       | Estádio Batistão, Aracaju        |
| 16:00       | Cristiano Alagoano 87' | Súmula | Tinho 27' · Glauber 34' · Paulinho Potiguar 71' | Árbitro: SE Jonaldo Alves Simões |

Décima quinta rodada
| 24 de março | Sete de Junho                  | 2 – 2  | Confiança         | Estádio Brejeirão, Tobias Barreto          |
| 15:15       | Abelha 86' · Marcos Chaves 88' | Súmula | Ciro 3' · Eri 37' | Árbitro: SE Mário Sérgio da Silva Bancilon |

| 24 de março | Riachuelo | 0 – 2  | Olímpico                    | Estádio Francisco Leite, Riachuelo |
| 15:15       |           | Súmula | Munrar 21' · Serginho 90+1' | Árbitro: SE Frederico Alves Durães |

| 24 de março | Itabaiana   | 1 – 2  | América de Propriá            | Estádio Batistão, Aracaju                  |
| 20:30       | Toninho 70' | Súmula | Alan Dinamite 19' · Roger 89' | Árbitro: SE Cláudio Francisco Lima e Silva |

| 25 de março | Sergipe     | 1 – 2  | São Domingos       | Estádio Batistão, Aracaju                |
| 20:30       | Evandro 89' | Súmula | Lelê 12' · Fio 51' | Árbitro: SE Claudionor dos Santos Júnior |

| 31 de março | River Plate-SE | 1 – 2  | Guarany-SE              | Estádio Batistão, Aracaju                  |
| 20:30       | Bibi 11'       | Súmula | Marcel 24' · Tarzan 81' | Árbitro: SE Ivo Alexandre de Morais Santos |

Décima sexta rodada
| 27 de março | Confiança                                                  | 4 – 0  | Guarany-SE | Estádio Batistão, Aracaju         |
| 20:00       | Cristiano Alagoano 22' · Amauri 45', 61' · Alex Franco 82' | Súmula |            | Árbitro: SE Rogério Lima da Rocha |

| 28 de março | Olímpico             | 2 – 0  | Sete de Junho | Estádio Souzão, Itabaianinha              |
| 15:15       | Fio 41' · Flávio 57' | Súmula |               | Árbitro: SE José Humberto Ferreira Maroto |

| 28 de março | São Domingos | 0 – 2  | River Plate-SE        | Estádio Arnaldo Pereira, São Domingos     |
| 15:15       |              | Súmula | Ailton 79' · Bibi 83' | Árbitro: SE José Umberto de Farias Júnior |

| 28 de março | América de Propriá           | 2 – 0  | Riachuelo | Estádio Durval Feitosa, Propriá          |
| 15:15       | Théo 30' · Alan Dinamite 31' | Súmula |           | Árbitro: SE Claudionor dos Santos Júnior |

| 28 de março | Itabaiana          | 1 – 2  | Sergipe                                    | Estádio Batistão, Aracaju                  |
| 16:00       | Fabinho Recife 44' | Súmula | Hugo Henrique 65' · Fabinho Cambalhota 73' | Árbitro: SE Mário Sérgio da Silva Bancilon |

Décima sétima rodada
| 3 de abril | River Plate-SE        | 2 – 0  | América de Propriá | Estádio Batistão, Aracaju         |
| 20:00      | Adelino 9' · Bibi 86' | Súmula |                    | Árbitro: SE Rogério Lima da Rocha |

| 4 de abril | Riachuelo | 0 – 2  | Itabaiana                       | Estádio Francisco Leite, Riachuelo     |
| 15:15      |           | Súmula | Fabinho Recife 24' · Madson 31' | Árbitro: SE Wicleanche Vieira de Souza |

| 4 de abril | Sete de Junho                  | 2 – 3  | São Domingos                        | Estádio Brejeirão, Tobias Barreto          |
| 15:15      | Marcos Chaves 83' · Abelha 86' | Súmula | Paulinho 7' · Nivaldo 11' · Fio 77' | Árbitro: SE Ivo Alexandre de Morais Santos |

| 4 de abril | Guarany-SE                              | 2 – 2  | Olímpico                   | Estádio Caio Feitosa, Porto da Folha       |
| 15:15      | Carlos Alberto 73' · André Vieira 90+3' | Súmula | Luciano 69' · Serginho 88' | Árbitro: SE Cláudio Francisco Lima e Silva |

| 4 de abril | Sergipe           | 1 – 3  | Confiança                                     | Estádio Batistão, Aracaju      |
| 16:00      | Hugo Henrique 82' | Súmula | Amauri 20' · Eri 35' · Cristiano Alagoano 51' | Árbitro: SE Antônio Hora Filho |

Décima oitava rodada
| 7 de abril | Itabaiana   | 1 – 3  | River Plate-SE                              | Estádio Batistão, Aracaju                               |
| 20:30      | Toninho 40' | Súmula | Walace 45' · Pilar 76' · Fábio Júnior 90+2' | Público: 738 Árbitro: SE Ivo Alexandre de Morais Santos |

| 8 de abril | São Domingos           | 2 – 0  | Guarany-SE | Estádio Arnaldo Pereira, São Domingos              |
| 15:15      | Alex 27' · Nivaldo 90' | Súmula |            | Público: 162 Árbitro: SE Maurício Tavares de Moura |

| 8 de abril | Confiança                          | 3 – 2  | Olímpico               | Estádio Batistão, Aracaju                         |
| 20:30      | Saci 49' · Vovô 52' · Michel 90+4' | Súmula | Jorge Alberto 16', 21' | Público: 1 041 Árbitro: SE Frederico Alves Durães |

| 15 de abril | América de Propriá                                  | 4 – 2  | Sete de Junho          | Estádio Durval Feitosa, Propriá          |
| 15:15       | André Saúde 20' · Jorginho 28', 81' · Eliomar 70' · | Súmula | Vagner 4' · Abelha 11' | Árbitro: SE Claudionor dos Santos Júnior |

| 15 de abril | Riachuelo | 0 – 0  | Sergipe | Estádio Francisco Leite, Riachuelo        |
| 15:15       |           | Súmula |         | Árbitro: SE José Umberto de Farias Júnior |

## Quadrangular

### Classificação
| Pos. | Equipe         | Pts | J | V | E | D | GP | GC | SG |
| ---- | -------------- | --- | - | - | - | - | -- | -- | -- |
| 1    | River Plate-SE | 12  | 6 | 3 | 3 | 0 | 8  | 5  | +3 |
| 2    | Confiança      | 10  | 6 | 3 | 1 | 2 | 10 | 8  | +2 |
| 3    | Olímpico       | 6   | 6 | 1 | 3 | 2 | 6  | 7  | -1 |
| 4    | Itabaiana      | 3   | 6 | 0 | 3 | 3 | 4  | 8  | -4 |

Como o River Plate-SE venceu a primeira fase e o quadrangular final, com uma rodada de antecedência, foi considerado automaticamente campeão, sem a necessidade das partidas finais.

### Partidas
Primeira rodada
| 11 de abril | Olímpico      | 1 – 1  | Itabaiana   | Estádio Souzão, Itabaianinha                            |
| 15:15       | Cleriston 10' | Súmula | Toninho 74' | Público: 429 Árbitro: SE Mário Sérgio da Silva Bancilon |

| 14 de abril | River Plate-SE        | 2 – 2  | Confiança               | Estádio Batistão, Aracaju                  |
| 20:30       | Bibi 32' · Walace 41' | Súmula | Ciro 20' · Edson Sá 35' | Árbitro: SE Cláudio Francisco Lima e Silva |

Segunda rodada
| 17 de abril | Itabaiana   | 1 – 2  | River Plate-SE         | Estádio Batistão, Aracaju                |
| 19:30       | Toninho 21' | Súmula | Adelino 14' · Bibi 83' | Árbitro: SE Claudionor dos Santos Júnior |

| 17 de abril | Confiança              | 1 – 2  | Olímpico                | Estádio Batistão, Aracaju                  |
| 21:30       | Cristiano Alagoano 39' | Súmula | Fio 53' · Cleriston 60' | Árbitro: SE Ivo Alexandre de Morais Santos |

Terceira rodada
| 25 de abril | Olímpico | 0 – 0  | River Plate-SE | Estádio Souzão, Itabaianinha   |
| 15:15       |          | Súmula |                | Árbitro: SE Antônio Hora Filho |

| 25 de abril | Confiança                                  | 3 – 1  | Itabaiana   | Estádio Batistão, Aracaju         |
| 16:00       | Amauri 17', 57' · Cristiano Alagoano 90+1' | Súmula | Toninho 24' | Árbitro: SE Rogério Lima da Rocha |

Quarta rodada
| 2 de maio | River Plate-SE                 | 2 – 1  | Olímpico | Estádio Batistão, Aracaju         |
| 16:00     | Almir Sergipe 20' · Daniel 59' | Súmula | Fio 70'  | Árbitro: SE Rogério Lima da Rocha |

| 2 de maio | Itabaiana | 0 – 1  | Confiança | Estádio Batistão, Aracaju                  |
| 18:00     |           | Súmula | Vovô 67'  | Árbitro: SE Mário Sérgio da Silva Bancilon |

Quinta rodada
| 6 de maio | Itabaiana | 0 – 0  | Olímpico | Estádio Batistão, Aracaju                |
| 18:30     |           | Súmula |          | Árbitro: SE Claudionor dos Santos Júnior |

| 6 de maio | Confiança | 0 – 1  | River Plate-SE | Estádio Batistão, Aracaju                  |
| 20:30     |           | Súmula | Pilar 22'      | Árbitro: SE Ivo Alexandre de Morais Santos |

Sexta rodada
| 9 de maio | Olímpico           | 2 – 3  | Confiança                        | Estádio Souzão, Itabaianinha      |
| 15:15     | Binho 2' · Fio 73' | Súmula | Michel 26' · Saci 39' · Guga 78' | Árbitro: SE Rogério Lima da Rocha |

| 9 de maio | River Plate-SE | 1 – 1  | Itabaiana   | Estádio Batistão, Aracaju      |
| 15:15     | Adelino 14'    | Súmula | Glauber 22' | Árbitro: SE Antônio Hora Filho |

## Premiação
| Campeonato Sergipano de 2010    |
| Carmópolis                      |
| ------------------------------- |
| RIVER PLATE Campeão (1º título) |

## Classificação final
| Pos. | Equipe             | Pts | J  | V  | E | D  | GP | GC | SG  |
| ---- | ------------------ | --- | -- | -- | - | -- | -- | -- | --- |
| 1    | River Plate-SE     | 45  | 24 | 13 | 6 | 5  | 34 | 21 | +13 |
| 2    | Confiança          | 39  | 24 | 11 | 6 | 7  | 44 | 34 | +10 |
| 3    | Olímpico           | 35  | 24 | 9  | 8 | 7  | 35 | 29 | +6  |
| 4    | Itabaiana          | 33  | 24 | 9  | 6 | 9  | 31 | 26 | +5  |
| 5    | América de Propriá | 28  | 18 | 8  | 4 | 6  | 28 | 27 | +1  |
| 6    | São Domingos       | 25  | 18 | 7  | 4 | 7  | 25 | 23 | +2  |
| 7    | Guarany-SE         | 20  | 18 | 4  | 8 | 6  | 21 | 28 | -7  |
| 8    | Sergipe[c]         | 19  | 18 | 5  | 7 | 6  | 25 | 28 | -3  |
| 9    | Sete de Junho      | 17  | 18 | 4  | 5 | 9  | 21 | 31 | -10 |
| 10   | Riachuelo[d]       | 6   | 18 | 2  | 6 | 10 | 11 | 28 | -17 |

c. ^ Punido pelo Tribunal de Justiça Desportiva/SE com a perda de três pontos por escalar jogador irregular.
d. ^ Punido pelo Tribunal de Justiça Desportiva/SE duas vezes com a perda de três pontos, totalizando 6 pontos, por escalar jogadores irregulares.

## Artilharia
| 9 gols (3) - Bibi (River Plate-SE) - Cristiano Alagoano (Confiança) - Fio (Olímpico) 8 gols (2) - Adelino (River Plate-SE) - Hugo Henrique (Sergipe) 7 gols (2) - Michel (Confiança) - Toninho (Itabaiana) 6 gols (6) - Binho (Olímpico) - Capela (Olímpico) - Cloves (Sergipe) - Jorginho (América de Propriá) - Marcos Chaves (Sete de Junho) - Nivaldo (São Domingos) - Alan Dinamite (América de Propriá) 5 gols (8) - Amauri (Confiança) - André Saúde (América de Propriá) - André Vieira (Guarany-SE) - Fabinho Cambalhota (Sergipe) - Fabinho Recife (Itabaiana) - Marcel (Guarany-SE) - Naldinho (Guarany-SE) 4 gols (7) - Almir Sergipe (River Plate-SE) - Fio (São Domingos) - Marcinho (Riachuelo) - Saci (Confiança) - Téo (América de Propriá) - Tinho (Itabaiana) - Vagner (Sete de Junho) | 3 gols (12) - Abelha (Sete de Junho) - Ciro (Confiança) - Cleriston (Olímpico) - Edson Sá (Confiança) - Elielton (Riachuelo) - Fábio Júnior (River Plate-SE) - Glauber (Itabaiana) - Jajá (São Domingos) - Kleber (Sete de Junho) - Lelê (São Domingos) - Madson (Itabaiana) - Serginho (Olímpico) 2 gols (16) - Alex (São Domingos) - Bira (Confiança) - Eliomar (América de Propriá) - Eri (Confiança) - Jorge Alberto (Olímpico) - Júnior (América de Propriá) - Márcio (Itabaiana) - Munrar (Olímpico) - Paulinho (São Domingos) - Paulinho Potiguar (Itabaiana) - Shalon (Olímpico) - Thiago (Sergipe) - Vovô (Confiança) - Wagner Martins (River Plate-SE) - Walace (River Plate-SE) 1 gols (44) - Ailton (River Plate-SE) - Alex Bahia (Sete de Junho) - Alex Franco (Confiança) - Anderson (América de Propriá) - André Veiga (Riachuelo) - Barrocão (Guarany-SE) - Cafú (Confiança) - Carlison (Itabaiana) | 1 gol (continuação) - Carlos Alberto (Guarany-SE) - Cleber (Confiança) - Curinga (River Plate-SE) - Daniel (River Plate-SE) - David (Guarany-SE) - David (São Domingos) - Eduardo (Sete de Junho) - Elton (Sergipe) - Evandro (Sergipe) - Flávio (Olímpico) - Gianfrancesco (América de Propriá) - Gil (Guarany-SE) - Guga (Confiança) - Ismaile (Confiança) - Ivan (São Domingos) - Jaeldson (São Domingos) - Jesiel (Sergipe) - Johnes (River Plate-SE) - Kemps (São Domingos) - Kiko (Guarany-SE) - Lucas Dantas (Itabaiana) - Luciano (Olímpico) - Mano (Riachuelo) - Marcos Neves (Sete de Junho) - Neném (Itabaiana) - Nilson Sergipano (Confiança) - Orlando Buiú (Riachuelo) - Osvaldo (Sergipe) - Pedrinho (Itabaiana) - Ramon (Sete de Junho) - Rivan (São Domingos) - Roger (América de Propriá) - Sibi (Riachuelo) - Tarzan (Guarany-SE) - Tiago (Confiança) - Tião (Itabaiana) Gols contra (2) - Elton (Sergipe) para o Sete de Junho - Kemps (São Domingos) para o América de Propriá |